# Sybil Thomas, Viscountess Rhondda

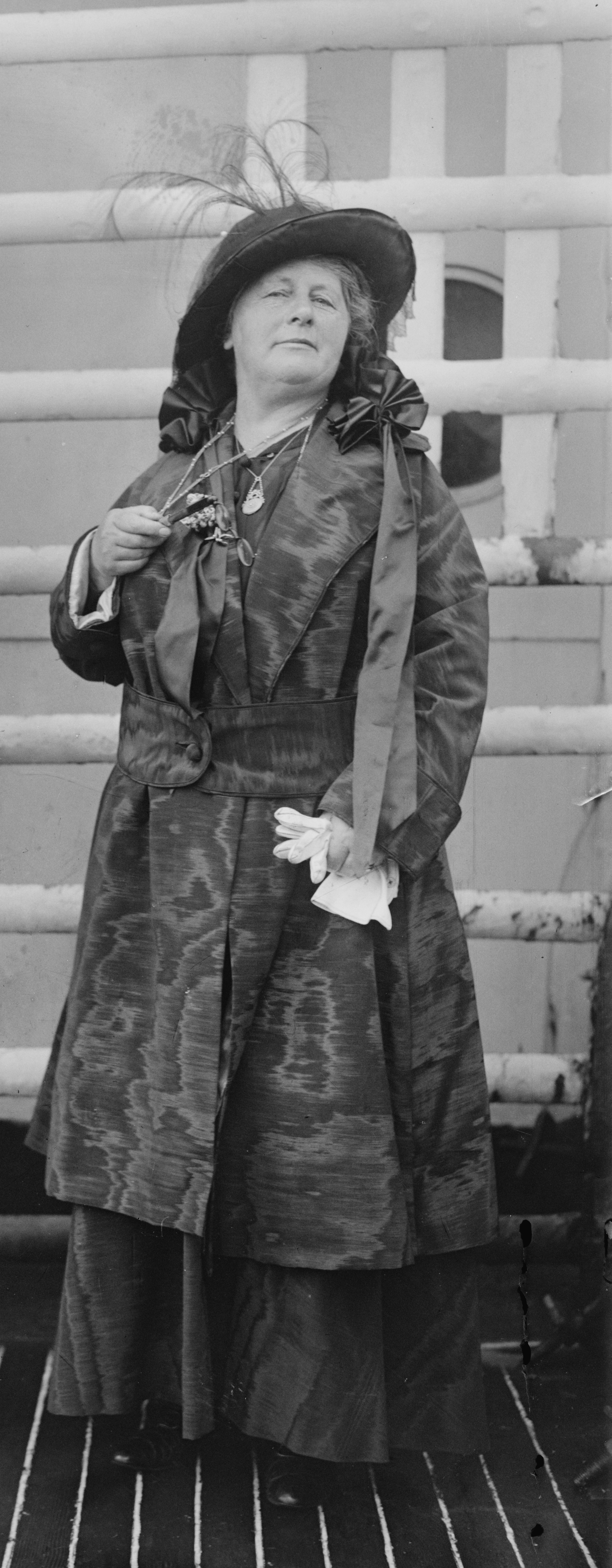
Sybil Thomas, 1910er Jahre

Sybil Margaret Thomas, Viscountess Rhondda, DBE, geborene Haig (* 25. Februar 1857 in Brighton, East Sussex; † 11. März 1941 in Newport, Gwent) war eine britische Suffragette, Feministin und Philanthropin.

## Leben
Thomas wurde als Tochter von George Augustus Haig, einem Kaufmann und Landbesitzer aus Pen Ithon, Radnorshire, und seiner Frau Anne Eliza Fell geboren. Ihr Vater war schottischer Abstammung und war ein Cousin zweiten Grades von Feldmarschall Douglas Haig, 1. Earl Haig. Sie hatte zwei Schwestern, Janet und Charlotte Boyd, die ebenfalls als Suffragetten aktiv waren.
Am 27. Juni 1882 heiratete sie David Alfred Thomas (1856–1918), einen wohlhabenden walisischen Industriellen, der später liberaler Parlamentsabgeordneter für den Wahlkreis Merthyr Boroughs wurde. Ihr Hauptwohnsitz war Llanwern in Newport.
In den 1890er Jahren wurde Thomas Präsidentin der Welsh Union of Women’s Liberal Associations, die sich stark feministisch und für das Frauenwahlrecht engagierte. Auch in der National Union of Women’s Suffrage Societies (NUWSS) war sie eine prominente, gemäßigte Vertreterin. Ihre Tochter Margaret Haig Thomas (1883–1958) wurde zu einer der prominentesten britischen Feministinnen der Zwischenkriegszeit. Unter ihrem Einfluss trat Thomas der militanteren Women’s Social and Political Union (WSPU) bei. Im Jahr 1914 wurde Thomas zu einem Tag Gefängnis verurteilt, nachdem sie eine öffentliche Versammlung vor dem Parlament abgehalten hatte. 
Im Jahr 1916 wurde ihr Mann zum Baron Rhondda geadelt. Während des Ersten Weltkriegs diente die dann Lady Rhondda als Vorsitzende des Women’s Advisory Committee des National War Savings Committee und machte einen Teil von Llanwern zu einem Militärkrankenhaus. Außerdem unterstützte sie ihren Mann bei dessen Kriegsarbeit als Food Controller von 1917 bis 1918.
Im Jahr 1918 wurde ihr Mann zum Viscount Rhondda erhoben. Er starb kurz darauf, und Thomas widmete sich für den Rest ihres Lebens feministischen und philanthropischen Projekten. Ihre Tochter beerbte den Vater als 2. Viscountess Rhondda.
Für ihre Arbeit mit dem National War Savings Committee wurde Thomas 1920 als Dame Commander des Order of the British Empire (DBE) ausgezeichnet. Thomas starb 1941.